# 외쿠메네

5세기에 그려진 외쿠메네

외쿠메네(미국 영어: ecumene, 영국 영어: oecumene)는 지구 위에서 인류가 살고 있는 지역이다. 빙하시대 후 외쿠메네가 급속히 확대되어 현대에 이르러 그 속도가 둔화되고 있지만 전 지구의 땅을 87%가량 차지하고 있고, 계속되는 간척사업·매립·사막의 관개(灌漑)에 의해서 확대되고 있다. 외쿠메네의 반대말인 안외쿠메네(An Okumene)는 인류가 살지 못하고 있는(비거주지) 지역으로 주로 극지·설선·고산지대·사막 등을 말한다.